# Peggy Whitson
Pour les articles homonymes, voir Whitson.

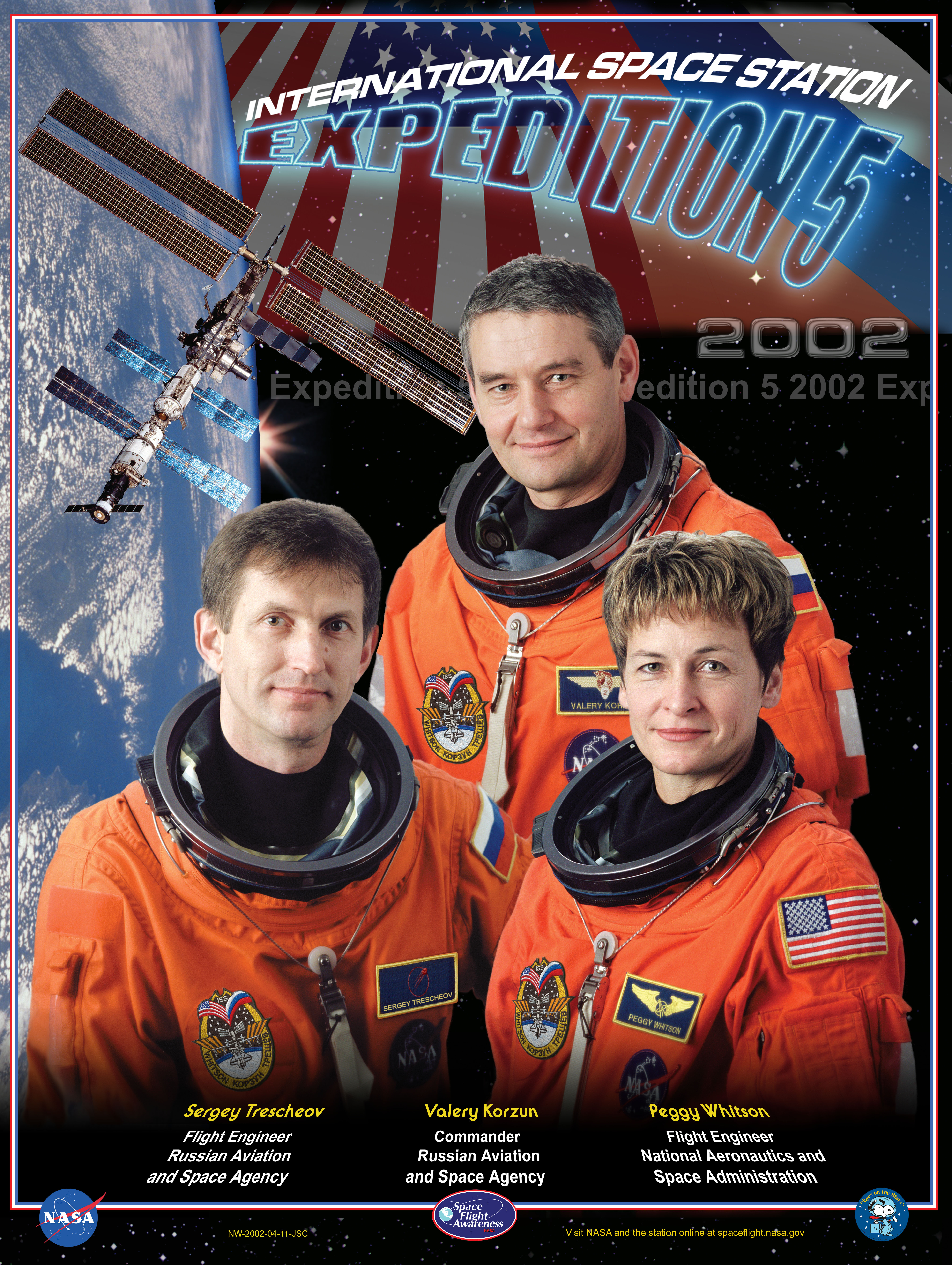
Affiche de l'équipage de l'expédition 5.

Peggy Whitson est une chercheuse en biochimie américaine et astronaute, née le 9 février 1960 à Mount Ayr (Iowa). Après avoir obtenu un doctorat en biochimie en 1985, Whitson intègre le Centre spatial Lyndon B. Johnson où elle occupe des postes de chercheur-enseignant. Parmi ses réalisations figurent le développement d'une charge utile scientifique pour une mission de la navette spatiale américaine, la conduite du volet scientifique du programme Shuttle-Mir de 1992 à 1995 et sa participation à des commissions conjointes russo-américaines sur la médecine et les sciences dans l'espace.
En 1996, elle pose sa candidature et est sélectionnée comme astronaute par la NASA. Elle effectue deux séjours de 6 mois dans l'espace en tant que membre de l'équipage permanent de la Station spatiale internationale en 2002 (Expédition 5) et 2007/2008 (Expédition 16). Elle est la première femme à commander un équipage de la station spatiale durant l'Expédition 16. Elle est nommée Chef du Bureau des astronautes en octobre 2009, puis quitte cette fonction en juillet 2012 pour redevenir une astronaute active. Fin 2016, elle s'envole pour une troisième mission à bord de la station spatiale dans le cadre de l'Expédition 50/51/52. Elle occupe pour la deuxième fois le rôle de commandant et son séjour est prolongé de 3 mois jusqu'en septembre 2017. Au cours de cette mission, elle effectue trois sorties extravéhiculaires et établit un record de séjour cumulé dans l'espace au sein du corps des astronautes de la NASA.
En 2021, après avoir pris sa retraite de la NASA, Whitson rejoint Axiom Space en tant que directrice des vols spatiaux habités. Elle commande la mission SpaceX Axiom Space-2 (Ax-2) en mai 2023, puis la mission SpaceX Axiom Space-4 (Ax-4) en 2025. Cette dernière, lancée le 25 juin 2025 depuis le Centre spatial Kennedy à bord d’un vaisseau Crew Dragon, transporte Whitson ainsi que Shubhanshu Shukla (pilote, Inde), Sławosz Uznański-Wiśniewski (Pologne) et Tibor Kapu (Hongrie) pour une mission de deux semaines et demie à bord de la Station spatiale internationale (ISS). L’équipage réalise 60 expériences scientifiques en microgravité. La capsule quitte l’ISS le 14 juillet 2025 à 11h15 GMT et amerrit dans l’océan Pacifique au large de la Californie le 15 juillet 2025 à 09h31 GMT. Avec un temps cumulé dans l'espace de 695 jours, 18 heures et 41 minutes, Whitson détient le record américain de séjour dans l'espace.

## Biographie

### Études et carrière scientifique
Peggy Annette Whitson nait le 9 février 1960 à Mount Ayr dans l'Iowa et grandit dans une ferme située dans le hameau de Beaconsfield dans le même État. Elle passe une licence en chimie/biologie dans sa région de naissance puis un doctorat en biochimie à l'Université Rice de Houston au Texas. Elle intègre fin 1986 le Centre spatial Lyndon B. Johnson de la NASA en tant que chercheur résident associé du Conseil national de la recherche des États-Unis. De 1991 à 1997 elle enseigne dans le département médical de l'université du Texas à Galveston. De 1989 à 1993, Whitson travaille comme chercheur en biochimie à la NASA. Elle développe une expérience sur les cellules osseuses pour la mission STS-47 de la navette spatiale américaine et est membre du groupe de travail russo-américain sur la médecine et la biologie spatiale. De 1992 à 1995, elle est responsable scientifique du programme Shuttle-Mir. Parallèlement elle est responsable adjoint de la division des sciences médicales du centre Johnson. De 1995 à 1996, elle copréside le groupe de travail russo-américain sur les missions scientifiques,.

### Membre du corps des astronautes de la NASA
En avril 1996 Peggy Whitson propose sa candidature et est sélectionnée comme astronaute. Après deux années d'entrainement, elle est nommée responsable du groupe de soutien logistique des équipages en Russie de 1998 à 1999. Elle réalise une première mission spatiale en tant que membre de l'équipage permanent de la Station spatiale internationale pour l'Expédition 5 du 5 juin au 7 décembre 2002. De novembre 2003 à mars 2005 elle est l'adjoint du responsable du corps des astronautes. En 2003 Whitson est également commandant de la cinquième mission NEEMO (NASA Extreme Environment Mission Operations). Elle s'entraine en tant que commandant de réserve de l'Expédition 14 qui débute en novembre 2005. Elle effectue sa deuxième mission spatiale en tant que commandant de l'équipage permanent de l'Expédition 16  du 10 octobre 2007 au 19 avril 2008. Elle est alors la première femme à commander une expédition de l'ISS. Nommée responsable du corps des astronautes américains d'octobre 2009 à juillet 2012, elle quitte ce poste après avoir réintégré la liste des astronautes actifs. Elle retourne au service actif en tant que membre de l'équipage de l'Expédition 50 avec le Russe Oleg Novitskiy et le Français Thomas Pesquet. Elle y séjourne de novembre 2016 à septembre 2017 en occupant durant une partie de son séjour le poste de commandant de bord. Peggy Whitson prend sa retraite le 16 juin 2018 après plus de 20 ans passés à la NASA.

## Vols réalisés

### Expédition 5
Peggy Whitson réalise une première mission à bord de la station spatiale internationale (ISS) en tant que membre de l'Expédition 5. Sa mission débute le 5 juin 2002, à bord du vol STS-111 qui s'amarra à l'ISS. Elle retourne sur Terre via le vol STS-113, le 7 décembre 2002.

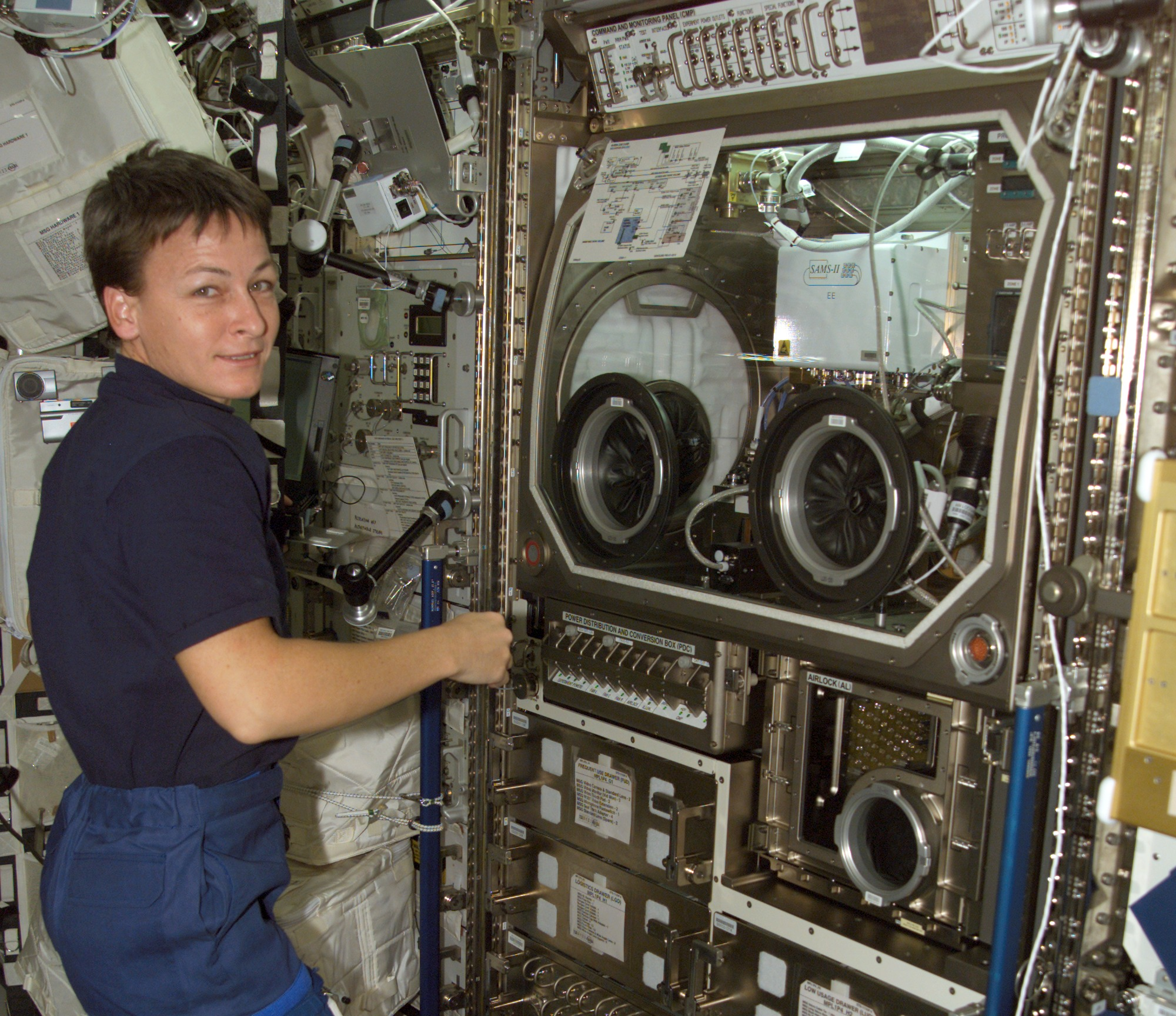
Expérience de microgravité dans le laboratoire américain Destiny lors de sa première mission
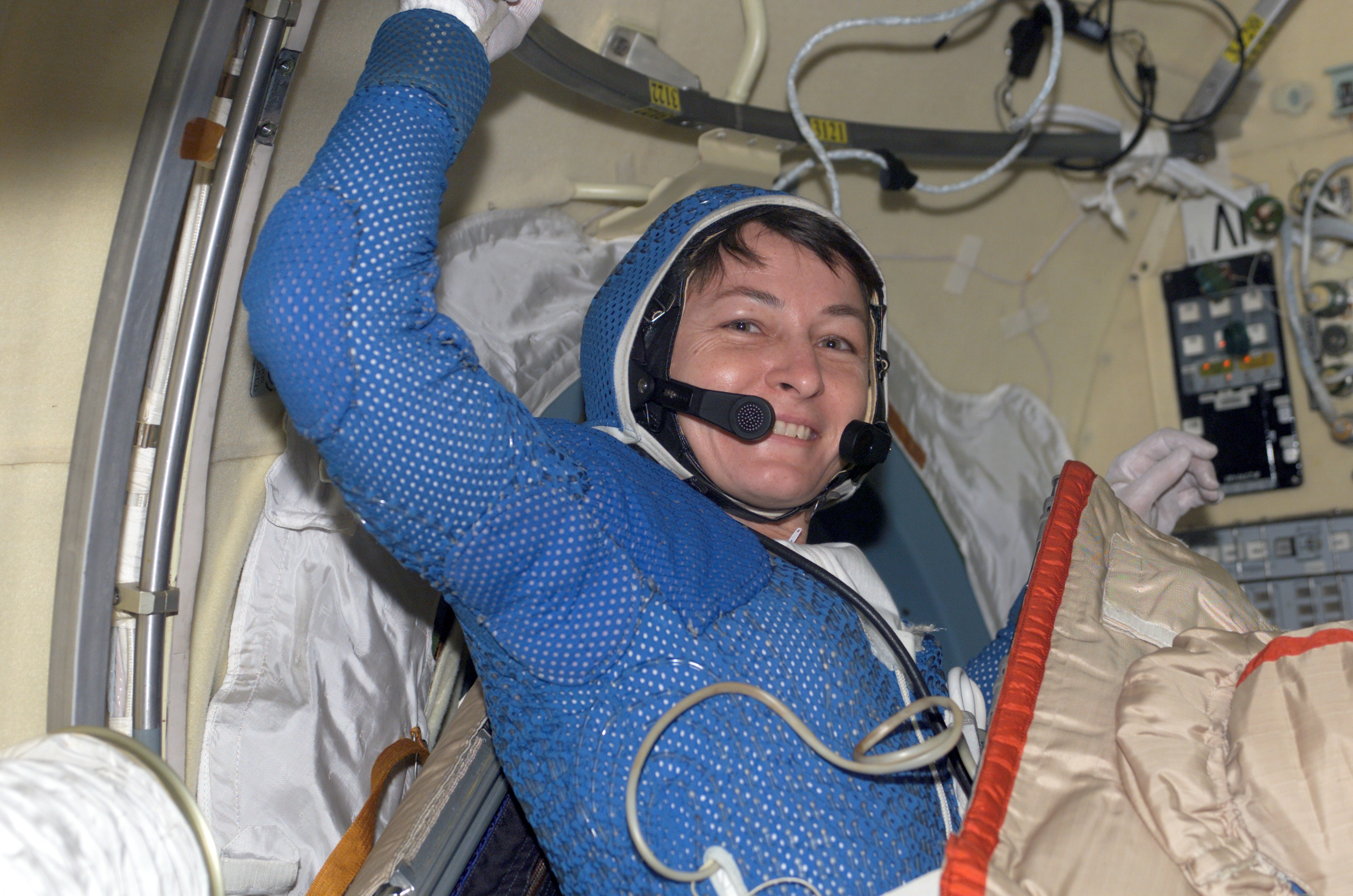
Avec la tenue thermale utilisée sous le scaphandre Orlan (Expédition 5) avant une sortie dans l'espace.

### Expédition 16
Sa seconde mission, en tant que commandante de l'Expédition 16, commence le 10 octobre 2007 sur Soyouz TMA-11. Peggy Whitson devient alors la première femme à commander l'ISS. L'Américaine réalise cinq sorties extravéhiculaires (EVA) au cours de cette mission avec Youri Malenchenko et Daniel Tani. Lors du vol de la navette STS-120 commandée par Pamela Melroy, pour la première fois deux femmes commandant une mission séjournent au même moment dans l'espace. Elle revient sur Terre le 19 avril 2008 après avoir passé 191 jours à bord de la Station spatiale internationale. Elle est depuis cette mission la femme ayant passé le plus de temps dans l'espace.

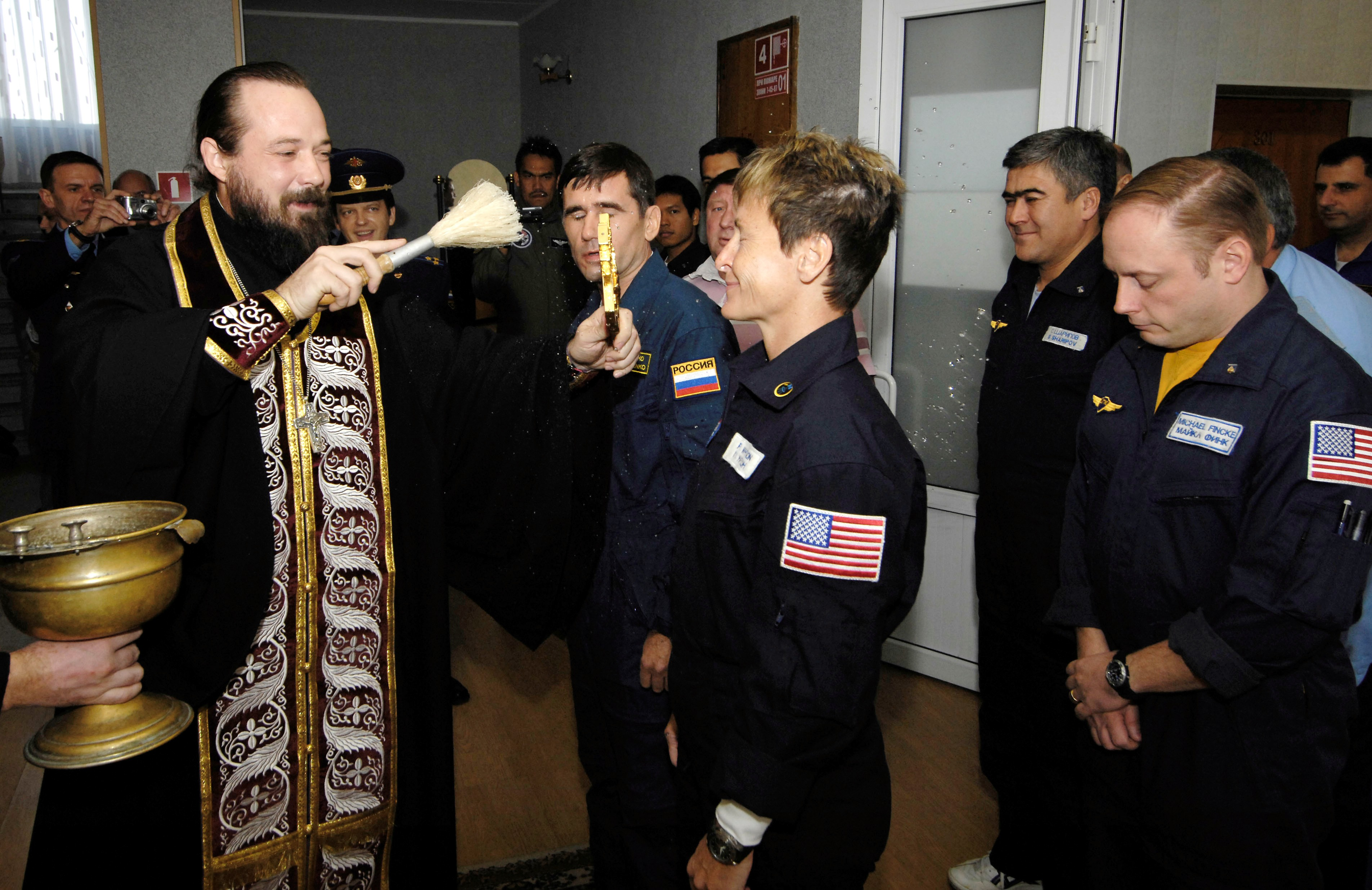
Bénédiction de l'équipage par un prêtre orthodoxe avant le lancement de l'expédition 16
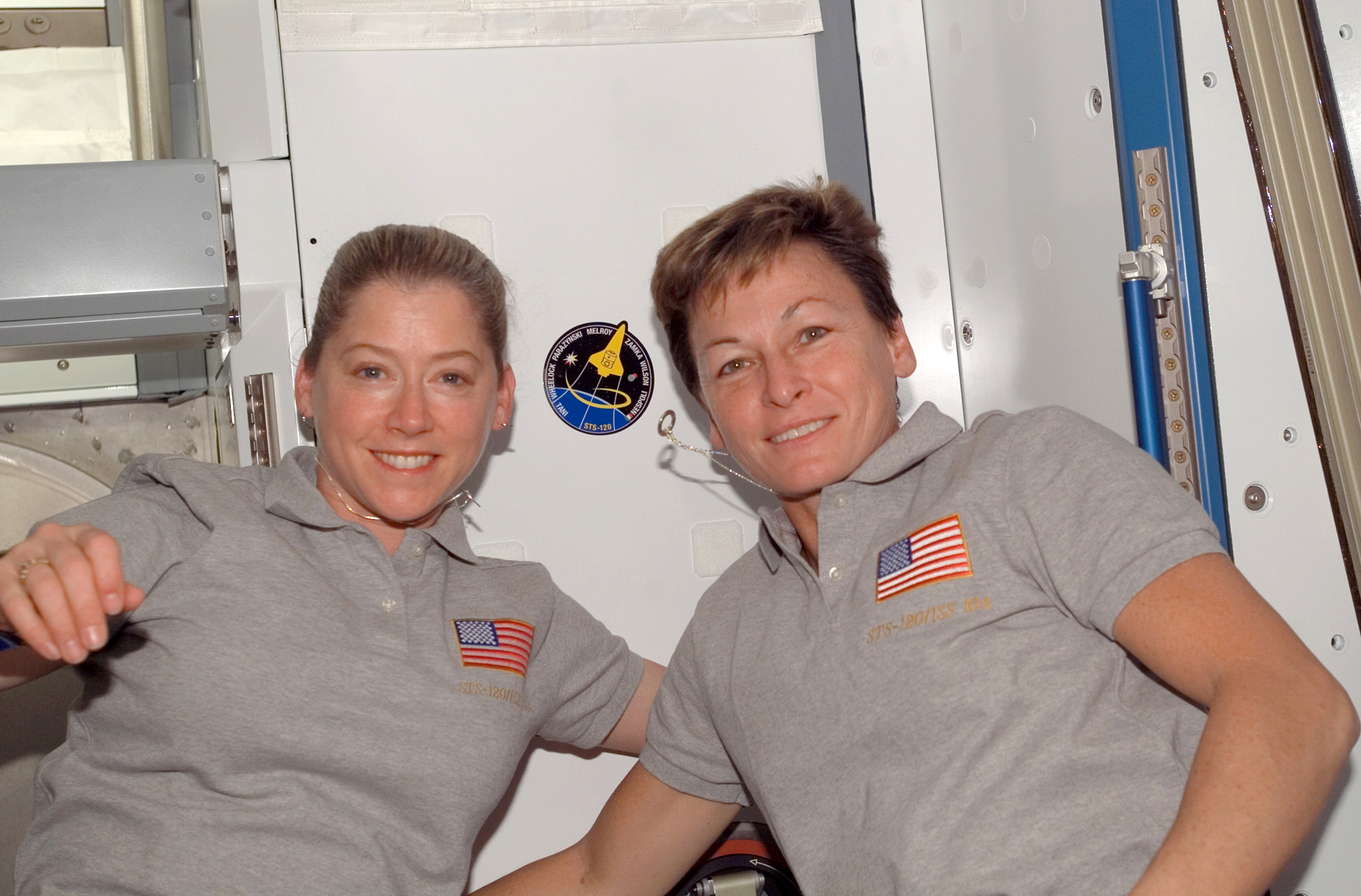
Commandant de l'équipage permanent de la station spatiale (expédition 16) avec Pam Melroy (à gauche) commandant de la mission STS-120 (navette spatiale) venue ravitailler la station.
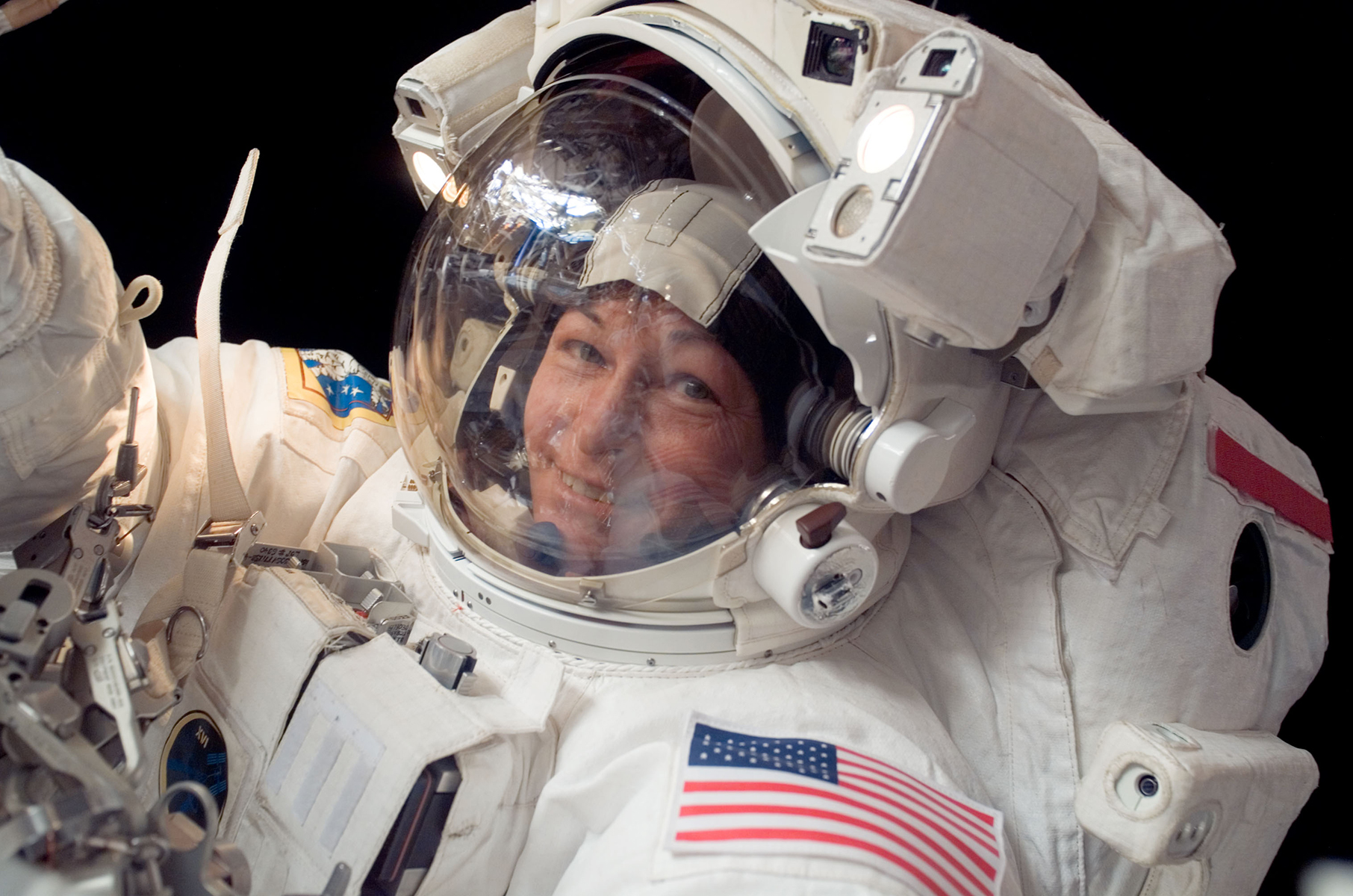
Sortie dans l'espace durant l'expédition 16

### Expéditions 50/51/52
Le 17 novembre 2016, Peggy Whitson s'envole à bord de Soyouz MS-03 avec le Russe Oleg Novitski, commandant de bord, et le Français Thomas Pesquet pour un séjour d'une durée de six mois à bord de la Station Spatiale Internationale dans le cadre des expéditions 50 et 51. D’avril à juin elle est le commandant de l'équipage de l'expédition 51. L'équipe s'occupe, entre autres, du programme de culture de végétaux dans l'espace, et particulièrement Peggy.
Durant cette mission elle enchaîne quatre sorties extra-véhiculaires, les 6 janvier et 30 mars 2017 avec Robert Shane Kimbrough  et les 12 et 23 mai avec Jack Fischer. À la suite de la décision de l'agence spatiale russe Roscosmos de réduire le nombre de membres russes de l'équipage de 3 à 2, la NASA annonce en avril 2017 qu'elle prolonge le séjour de Peggy Whitson dans l'espace de trois mois comme ingénieur de vol de l'Expédition 52 afin de ne pas réduire le potentiel scientifique de la station spatiale. Novitskiy et Pesquet reviennent sans elle sur Terre en juin 2017 à bord de Soyouz MS-03. Whitson revient au sol le 3 septembre avec les deux membres d'équipage de l'expédition 52 Fyodor Yurchikhin et Jack Fischer à bord du Soyouz MS-04.

#### Records spatiaux
Peggy Whitson bat de nombreux records lors de sa troisième mission. Elle décroche au cours de cette mission le record de temps cumulés dans l'espace pour un astronaute américain (665 jours), battant Jeffrey Williams (534 jours) et Scott Kelly (520 jours). Elle devient aussi la femme ayant passé le plus de temps cumulé dans l'espace, et la détentrice de la plus longue mission féminine (289 jours). Avec 10 sorties extra-véhiculaires Peggy Whitson bat les records féminins détenus par Sunita Williams du nombre de sorties et du temps passé dans l'espace (60 heures). Elle est à cette date la femme la plus âgée ayant séjourné dans l'espace et la première femme ayant commandé à deux reprises la Station spatiale internationale, suivie de (Sunita Williams).

### SpaceX Axiom Space-2
Le 21 mai 2023, Peggy Whitson s'envole à bord de la capsule Crew Dragon Freedom en tant que commandante de SpaceX Axiom Space-2, mission commerciale privée, qui s'amarre à la Station spatiale internationale (ISS), pour une durée d'environ 10 jours.

### SpaceX Axiom Space-4
En 2025, Peggy Whitson commande la mission SpaceX Axiom Space-4 (Ax-4), une mission de deux semaines et demie à bord de la Station spatiale internationale (ISS). Le lancement a lieu le 25 juin 2025 depuis le Centre spatial Kennedy en Floride, à bord d’un vaisseau Crew Dragon de SpaceX. L’équipage, composé de Whitson (commandante), du pilote Shubhanshu Shukla (Inde) et des spécialistes de mission Sławosz Uznański-Wiśniewski (Pologne) et Tibor Kapu (Hongrie), réalise 60 expériences scientifiques en microgravité. La capsule quitte l’ISS le 14 juillet 2025 à 11h15 GMT et amerrit dans l’océan Pacifique au large de la Californie le 15 juillet 2025 à 09h31 GMT.

## Galerie

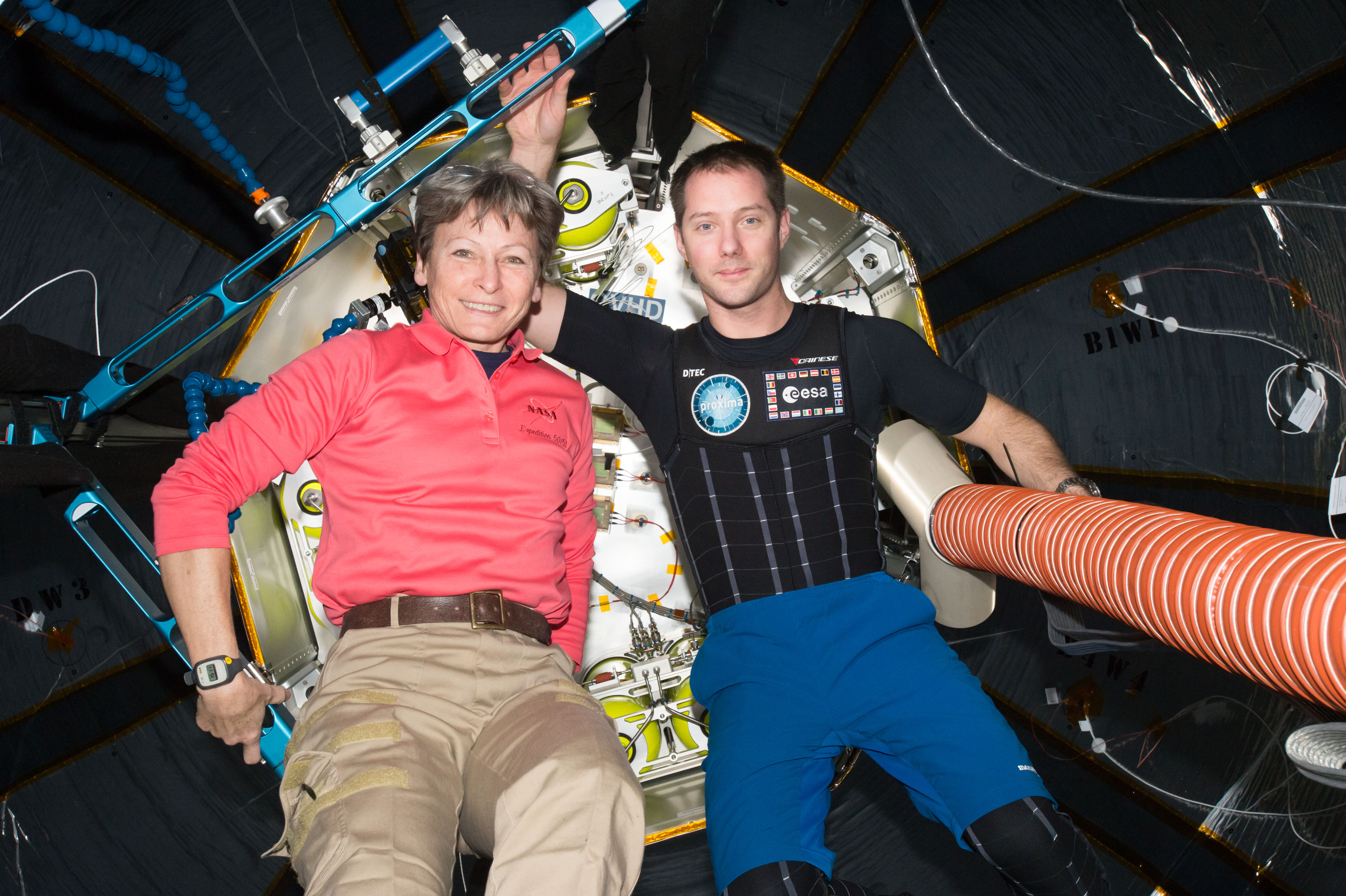
Peggy Whitson est ici avec son collègue Thomas Pesquet dans le module gonflable expérimental BEAM lors de sa troisième mission.
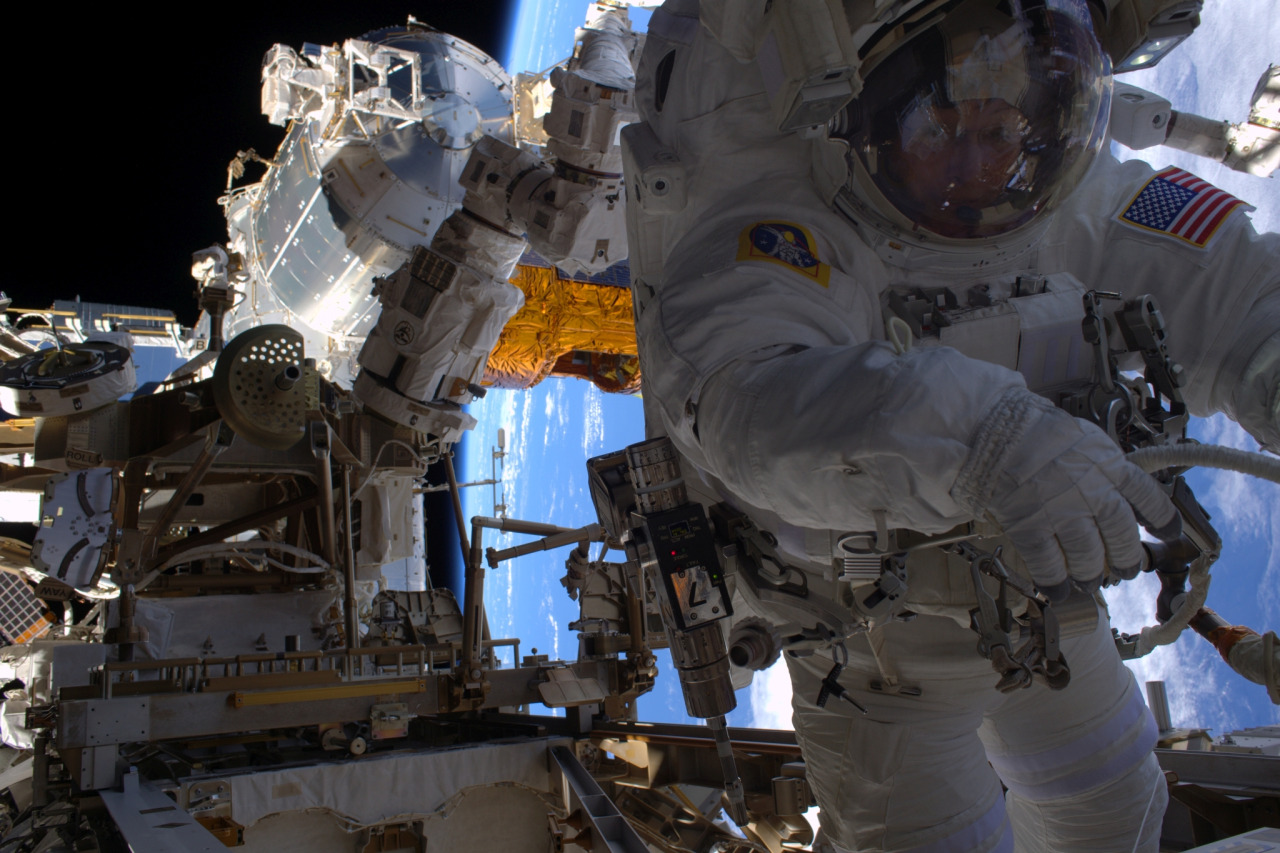
Peggy au travail à l'extérieur de la station lors de sa 7e sortie le 6 janvier 2017.
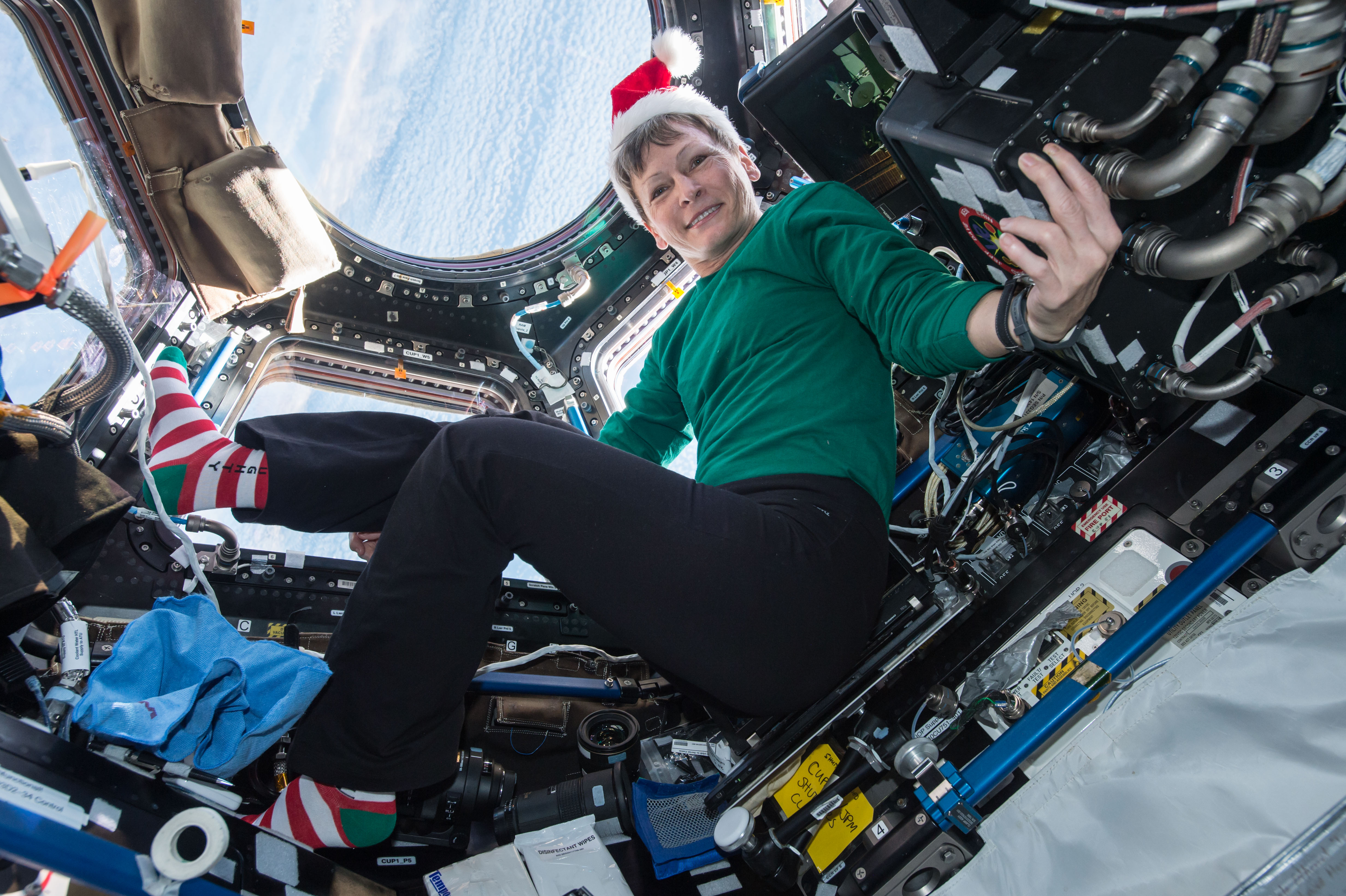
Peggy Whitson peu avant Noël dans la Cupola lors de sa troisième mission.

## Culture Populaire
Peggy Whitson apparrait comme personnage secondaire clef dans la bande dessinée de vulgarisation scientifique de l'illustratrice Marion Montaigne , publiée en 2017, Dans la combi de Thomas Pesquet, relatant avec humour et rigueur la sélection, la formation intensive et la première mission à bord de l'ISS en 2017 de Thomas Pesquet en tant que spationaute européen en compagnie de son camarade de promotion l'italien Luca Parmitano. L'astronaute Buzz Aldrin y apparaît également .

## Honneurs
- (15057) Whitson, astéroïde nommé en son honneur.